# Joakim Bäckström
Ulf Arne Joakim Bäckström, född 1 januari 1986 i Barsebäcks församling, är en svensk handbollstränare och tidigare handbollsspelare (vänstersexa). Sedan februari 2021 är han tränare för Eslövs IK.
Bäckström var som spelare med och blev U21-världsmästare 2007 i Makedonien. Samma år spelade han två A-landskamper och gjorde två mål med Sveriges landslag.

## Meriter som spelare
- Polsk mästare 2011 med SPR Wisła Płock
- UVM-guld 2007 med Sveriges U21-landslag